# 安宁街道 (泸州市)
安宁镇，是中华人民共和国四川省泸州市龙马潭区下辖的一个乡镇级行政单位。

## 行政区划
安宁镇下辖以下地区：
安宁社区、云台社区、齐家社区、红岩村、阳高村、良丰村、枣子村、柏杨村和福林村。